# 意思決定支援法制
意思決定支援法制（いしけっていしえんほうせい）とは、法令に基づく制度であって、未成熟又は疾病等の理由で判断能力が不十分な者の意思決定を支援することを目的とするものをいう。意思決定支援法制の例として、成年後見（日本）、成年後見（大韓民国）、意思決定支援（イギリス）、世話（ドイツ）などがある。なお、上述の定義には親権、監護権の制度も含まれ得るが、これらの制度の説明は別記事に譲り、本記事では、血縁関係を前提としない本人支援法制のみを説明する。
判断能力が不十分な者の意思決定を代行・支援する制度自体は、世界中で時代を問わず様々な社会階層にある。子や女性には責任を伴う意思決定ができないとみなし、又は彼らには責任を伴う意思決定をさせるべきでないとの価値観に基づいて家父長の意思決定を優先する制度、つまり家父長制が、その代表例である。王侯貴族や商人については、摂政や後見人が置かれることがある。近代的私法制度の下でも、禁治産制度（きんちさんせいど。判断能力が不十分な者が財産的に重要な契約をしたときは、これを無効とするか、これを取り消すことができるものとする制度）を設けていた法域は多い。
しかし、これらの制度の主目的は（少なくとも本来の制度趣旨は）、本人の不合理な意思決定による家産の散逸や、本人を頂点とする組織の動揺を回避することにある。「意思決定支援法制」という言葉は、このような「本人の周囲のための制度」ではなく、本人のより良い人生を支援するという「本人自身のための制度」であることを明確にしようという意図で用いられる。各法域で、理想と現実との格差を認識し、その格差を埋める努力が続けられている。

## 国際法規
成人の意思決定支援法制は、障害者権利条約12条と密接に関わっている。
同条2項は、締約国に、障害者に他の者（いわゆる「健常者」）と平等な法的能力を享有させることを義務づけている。国際連合障害者権利委員会の一般意見第1号（2014年）は、同項を市民的及び政治的権利に関する国際規約4条2項、4項と併せて読むことにより、「国際人権法の下では、人が法律の前に人として認められる権利を剥奪されること、あるいは、この権利が制限されることは、いかなる状況においても許されない」と解釈している。同意見は、この解釈に基づいて、客観的な（周囲の考える）「最善の利益」に基づく代理代行決定ではなく、主観的な（本人の意思と選好とに基づく）支援付き意思決定こそが正当と結論付けている。
同意見書自身が代理代行決定から意思決定支援への移行をパラダイムシフトと評するとおり、同条の提示する理想は、締約国の法制度や実務の現実に大きな転換を迫るものであった。先進的とされるイングランド及びウェールズの2005年判断能力法でも、理想と現実との間には開きがある。

## 日本の意思決定支援法制

### 総説 (日本)
日本の意思決定支援法制は、後見制度（こうけんせいど）と総称される。後見制度は、未成年後見制度（みせいねん－）と成年後見制度（せいねん－）（広義）とに分類できる。
未成年後見制度は、例えて言えば親権の代行制度である（民法820条ないし823条、857条、859条1項）。未成年者に親権を行う者（親権者又は親権代行者（民法833条、家事事件手続法174条1項、175条3項）を併せていう。）がないとき、又は親権者が管理権を有しないとき、未成年後見を開始する（民法838条1号）。「未成年者には合理的な判断が困難である」というのが制度の出発点なので、後見人の判断が未成年者の判断に優先するのが原則であること（代行決定が主）、及び未成年者の年齢という形式的な要件で適用の可否が決まることが、成年後見制度との本質的な違いである。
これに対して、成年後見制度は、事理弁識能力（イングランド及びウェールズ法の mental capacity とほぼ同義）が不十分な者を保護するために、本人の行為能力を制限し、支援者に本人の行為能力を補う権限を与える制度である（民法7条、11条、15条、任意後見契約に関する法律4条1項柱書）。「本人の意思」というものが想定できるので、支援者は本人の判断を尊重するのが原則であること（意思決定支援が主）、及び事理弁識能力の程度という実質的な要件で適用の可否が決まることが、未成年後見制度との本質的な違いである。
成年後見制度は、さらに、成年後見制度（狭義）、保佐制度及び補助制度（以上を総称して、法定後見（ほうていこうけん）ということもある。）と、任意後見制度とに分類できる。法定後見は、いずれも国（家庭裁判所）が支援者を選任する制度であり、任意後見制度は、本人が契約によって支援者を選任する制度である。法定後見に含まれる三つの制度のどれが適用されるかは、本人の事理弁識能力の程度に応じて決まる（民法7条、11条、15条）。

### 沿革 (日本)
日本で意思決定支援法制が大きく変わるきっかけになった出来事は二つある。一つ目は2000年4月1日に成年後見制度が施行されたことであり、二つ目は2017年（平成29年）3月24日に内閣が「成年後見制度利用促進基本計画」を決定したことである。
1898年（明治31年）に施行された民法（旧民法）は、「心神喪失ノ常況ニ在ル者」を禁治産者とし（7条）、「心神耗弱者及ヒ浪費者」を準禁治産者としていた（11条）。禁治産者の保護者は後見人（こうけんにん）と呼ばれ、準禁治産者の保護者は保佐人（ほさにん）と呼ばれていた（840条、841条、11条）。
本人に配偶者がいるときは、配偶者が当然に後見人又は保佐人になっていた（840条、847条1項）。後見人又は保佐人を複数選任することはできず（843条、847条1項）、法人が後見人になることを想定した規定は置かれなかった。また、禁治産者の法律行為はどのようなものでも原則として取り消すことができるものとされ（9条）、禁治産者自身の意思決定に関する条文は、禁治産者が法律行為の相手方に対して詐術を用いて禁治産者でないと誤解させようとしたときは、禁治産者の法律行為は取り消し得ないものとなる（20条）という、制裁的なものしかなかった。他方で、保佐人には同意権があるだけで（12条）、取消権があるか否かは学説でも争いがあり、代理権はなかった。このように、準禁治産者に関する保護は禁治産者に関する保護と大きく異なっており、準禁治産者を判断能力の程度に応じて段階的に保護するという発想が希薄であった。また、浪費者を準禁治産者としていたことからも分かるとおり、支援の基準は「客観的に」本人の利益に適うか否かであり、な本人の意思や選好といった「主観的な」本人の利益は軽視されていた。
つまり、旧民法の禁治産・準禁治産制度が想定する「本人の保護」とは「本人の不合理な意思決定による財産の流出を家族が食い止める」というものであり、家産の保護が重視されていた。そこには、本人の自律的な意思決定を支援するという発想は希薄であった。このような旧制度の設計思想が、成年後見制度の新設後も、制度の運用に大きな影響を及ぼした。
1999年（平成11年）12月1日に「民法の一部を改正する法律」（平成11年法律第149号）、「任意後見に関する法律」（同第150号）、「民法の一部を改正する法律の施行に伴う関係法律の整備等に関する法律」（同第151号）、「後見登記等に関する法律」（同第152号）が成立し、2000年（平成12年）4月1日に施行された。新法は
- 補助制度を新設した。補助は、本人（被補助人）が自らの意思で、保護者（補助人）に与える同意権、取消権、代理権の範囲をある程度調整できる制度である。

- 準禁治産を保佐に改正した。新法は、判断能力の低下を伴わない単なる浪費者を対象から外し、保佐人に同意権の対象行為を取り消す権限を与え、本人（被保佐人）の意思に基づき保護者（保佐人）に代理権を与えることを可能にした。

- 禁治産を成年後見に改正した。新法は、日用品の購入その他日常生活に関する行為を取消権の対象から外した。

- 配偶者を当然に保護者とする制度を廃止した。新法は、複数保護者及び法人保護者を認めることを明示するとともに、保護者を選任する際の考慮事情として、保護者と本人との利害関係の有無及び本人の意見を挙げた。

- 保護者に本人の意思を尊重する義務及び本人の身上に配慮する義務を課した。

- 任意後見制度を新設した。任意後見は、本人が契約により保護者（任意後見人）を選択できる制度である。

- 市町村長に法定後見開始の申立権限を与えた。

- 禁治産者や準禁治産者に一律に課されていた各種の資格制限を見直した。

- 禁治産宣告や準禁治産宣告の戸籍記載を廃止し、成年後見登記制度を新設した。

このように、新法は本人の自己決定の尊重、残存能力の活用、ノーマライゼーション等の理念と従来の本人保護の理念との調和を目指し、柔軟で利用しやすい制度を作ることを目指していた。
新法施行後の成年後見制度の利用件数の推移は、次のとおりである。「成年後見」、「保佐」、「補助」はそれぞれ年間（2007年（平成19年）以前は4月から3月までの年度、2008年（平成20年）以降は暦年）の開始申立件数、「任意監督」は年間の任意後見監督人選任申立件数、「後見合計」はこれらの合計、「管理継続」は年間の末日現在で家庭裁判所が管理継続中の本人数を意味する。
| 西暦     | 2000  | 2003   | 2006   | 2009   | 2012    | 2015    | 2017    |
| -------- | ----- | ------ | ------ | ------ | ------- | ------- | ------- |
| 成年後見 | 7,451 | 14,482 | 29,380 | 22,983 | 28,472  | 27,521  | 27,798  |
| 保佐     | 884   | 1,627  | 2,030  | 2,837  | 4,268   | 5,085   | 5,758   |
| 補助     | 621   | 805    | 859    | 1,043  | 1,264   | 1,360   | 1,377   |
| 任意監督 | 51    | 192    | 360    | 534    | 685     | 816     | 804     |
| 後見合計 | 9,007 | 17,086 | 32,629 | 27,397 | 34,689  | 34,782  | 35,737  |
| 管理継続 | N.A.  | N.A.   | N.A.   | N.A.   | 166,289 | 191,335 | 210,290 |

新法の制定と同時期に、日本の社会福祉制度全体で、提供主体を行政機関から民間事業者に移していく動きが本格化し、福祉事業者と契約をする必要に迫られた利用者が成年後見の開始を申し立てるようになった。例えば、2006年（平成18年）4月の障害者自立支援法施行に伴って、病院や入所施設から診療契約等の締結を求められた利用者の家族が、日本各地で一斉に成年後見の開始を申し立てた。このような背景もあって、新法施行当初は、成年後見制度は順調に利用されているとの評価があった。
しかし、成年後見の年間申立件数は28,000件程度で伸びが止まっている。保佐及び補助の申立件数は増加傾向にあるが、元々申立件数自体が少ない。任意後見監督人の選任件数は少ないままである。ドイツでは年間100万件を超える世話申立件数と累計100万件をはるかに超える任意代理委任登録があることと比較すると、日本の成年後見制度は利用が低調なままである。
その大きな要因は、制度設計及び家庭裁判所の運用が硬直的で、制度利用者がメリットを感じられないことにあったと考えられている。その一端を明らかにしたのが成年後見制度利用促進委員会における審議である。

## ドイツの意思決定支援法制
ドイツの意思決定支援法制は、世界で最も近代的な成年保護法と評されている。ドイツで意思決定支援法制が大きく変わるきっかけになったのは、世話法 ( Betreuungsgesetz ) が施行されたことである。
世話制度（ rechtliche Betreuung ；法律上の世話）の前身は、行為能力剥奪・制限 ( Entmündigung ) と障害者監護制度 ( Gebrechlichkeitspflegschaft ) である。行為能力剥奪・制限は、本人の行為能力を剥奪又は制限して、本人が行うべき法律行為を包括的に後見人が代理し（ Vormundschaft ；後見制度）、又は本人が行うべき法律行為の一部を保佐人が代理する（ Pflegschaft ；保佐制度）制度である。障害者監護制度は、身体及び精神の障害により事故の事務の全部又は一部を処理できない成年者を監護者が支援する制度であるが、この制度は本人の同意がなくても適用される余地があり（ Zwangspflegschaft ；強制的監護制度）、実務上は、行為能力剥奪・制限の代わりに用いられていた。
世話法は1990年9月に制定され、1992年1月1日に施行された。新法は、行為能力剥奪・制限及び障害者監護制度を廃止し、ノーマライゼーション及び本人の自己決定権の尊重を重視した新制度、すなわち世話制度を創設した。

## イングランド及びウェールズの意思形成支援法制
イングランド及びウェールズでは、2005年判断能力法 ( Mental Capacity Act of 2005 , MCA ) により意思形成支援法制の改革が行われた。そのきっかけの一つとなったのは、F対ウェストバークシャー保健局事件に関する1989年5月24日の貴族院決定であった。同事件は、精神病院に長期入院中の知的障害者（女性）の母親が原告となり、裁判所に対し、原告の娘に避妊手術をすることは違法ではないことの確認を求めた事案である。貴族院は、裁判所がこの事件について管轄権を持つことを認め、医学的に見て原告の娘は妊娠及び出産により健康を著しく害するおそれがあるため、避妊手術は原告の娘の最善の利益に合致するが、原告の娘には判断能力がないので、原告の請求を認容すべきものと判断した。
この判例がきっかけとなって形成されていった判例法は、MCA1条から6条までの規定の基礎となった。